# Берёзовка (Кыштовский район)
Берёзовка — село в Кыштовском районе Новосибирской области. Административный центр Берёзовского сельсовета.

## География
Площадь села — 55 гектаров.

## Население
| 2002 | 2007 | 2010 |
| ---- | ---- | ---- |
| 219  | ↘209 | ↘169 |

## Инфраструктура
В селе по данным на 2007 год функционируют 1 учреждение здравоохранения и 2 учреждения образования.